# Електронен имплант
Електронният имплант е електронно устройство или модификация на електронно оборудване, конструирано да осигурява неоторизирана намеса в информационен обмен и да прехваща изтичане на информация от информационна или комуникационна система. Имплантът може да бъде дори под формата на RFID чип, оформен като имплантиран втори процесор със собствена програма записана върху силиция на процесорен чип.
За случаите когато имплантът има видимост и достъп за контрол от 3G комуникационната мрежа се нарича радиоимплант.